# Olga Bancic
Olga Bancic, auch Olga Bančik, [ɔlɡa bant͡ʃɪk], geborene Golda Bancic (russisch Гольда Ноих-Бенционовна Банчик) auch unter ihrem französischen nom de guerre Pierrette bekannt, (* 10. Mai 1912 in Chișinău, Russisches Reich; † 10. Mai 1944 in Stuttgart, Deutsches Reich) war eine rumänische Kommunistin, die für ihren Einsatz in der französischen Résistance während des Zweiten Weltkriegs bekannt geworden ist. Sie war Mitglied der Francs-tireurs et partisans – main-d’œuvre immigrée (FTP-MOI) in der Manouchian-Gruppe.

## Frühes Leben
Bancic wuchs in Chișinău/Kischinjow in einer großen jüdischen Familie auf. Bessarabien gehörte bis zum Ende des Ersten Weltkrieges zum russischen Zarenreich und wurde 1918 von Rumänien annektiert.
Sie arbeitete schon mit zwölf Jahren in einer Matratzenfabrik. Weil sie an einem Streik teilnahm, wurde sie gemeinsam mit anderen trotz ihres Alters verhaftet und geschlagen.

## Politische Aktivitäten
Wegen ihrer Mitgliedschaft und ihres starken Engagements in der örtlichen Arbeiterorganisation (1933 bis 1939) wurde sie mehrmals verhaftet, sah dies aber als Berufsrisiko an. Sie wurde Mitglied der Rumänischen Kommunistischen Partei (PCR, Partidul Comunist Român).
1938 reiste sie nach Frankreich, wo sie Kontakte zu linken Aktivisten knüpfte und diesen half, während des Spanischen Bürgerkriegs Waffen für die Internationalen Brigaden nach Spanien zu schmuggeln. Zu dieser Zeit war die PCR (Rumänische Kommunistische Partei) Repressalien ausgesetzt und spaltete sich in der Folge in mehrere Gruppierungen. Wie auch der Rumäne Gheorghe Gaston-Marin, der in Grenoble studiert hatte und ebenfalls Mitglied der Résistance wurde, wurde auch Bancic Mitglied der Französischen Kommunistischen Partei (parti communiste français).

## Heirat und Familie
In Paris lernte sie Alexandru Jar, einen rumänischen Schriftsteller und kommunistischen Aktivisten kennen, den sie 1939 heiratete. Im gleichen Jahr gebar sie eine Tochter, die sie nach einer spanischen Freiheitskämpferin Dolores nannte.
Nach Beginn ihrer Tätigkeit in der Résistance als Mitglied der Immigranten-Gruppierung FTP-MOI gab sie ihre Tochter zu deren Schutz in die Obhut einer französischen Familie auf dem Land.

## Résistance

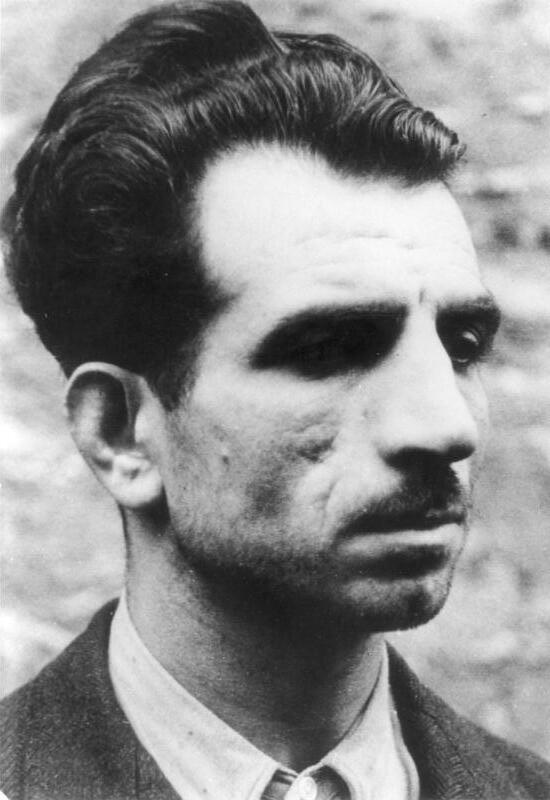
Missak Manouchian vor seiner Hinrichtung

Nach der Besetzung von Paris durch die Wehrmacht schloss sich Bancic gemeinsam mit ihrem Mann Jar der FTP-MOI (Francs-Tireurs et Partisans de la Main d’Oeuvre Immigrée) an, einer Immigrantengruppierung der französischen Résistance, die in Paris aktiv war. Das Paris der 1930er Jahre war ein kultureller Anziehungspunkt für Intellektuelle aus aller Welt. Zudem gab es viele Immigranten, die als Flüchtlinge gekommen waren, wie beispielsweise Armenier, die vor dem Genozid der Armenier in der Türkei 1915–1917 geflüchtet waren; Juden, die vor den Verfolgungen in Deutschland und Osteuropa geflüchtet waren sowie Kommunisten aus verschiedenen Ländern.
Bancic gehörte der Manouchian-Gruppe der FTP-MOI an, einer bewaffneten Untergruppe, die von Missak Manouchian, einem armenischen Poeten, geführt wurde. Ihr nom-de-guerre, beziehungsweise Deckname war Pierrete. Sie baute Sprengsätze und transportierte diese gelegentlich in ihrem Kinderwagen. Insgesamt nahm sie an etwa hundert Sabotage-Aktionen gegen die Wehrmacht teil.

« (…) Les femmes qui transportaient les armes faisaient un travail beaucoup plus dangereux que ceux qui combattaient les armes à la main, elles ne pouvaient se défendre.
Le chef de groupe préparait l'action, puis conduisait ses camarades au rendez-vous. Les femmes -Anna Richter, Olga Bancic- devaient, à l'heure dite, apporter des grenades et des revolvers (nous en avions très peu). Puis il fallait les récupérer après l'action. Ce qui les exposait terriblement, car après le bouleversement d'un attentat, le quartier était tout de suite encerclé par la sécurité allemande, les maisons fouillées et quelquefois les rames de métro arrêtées. Les hommes qui avaient tiré s'enfuyaient immédiatement à vélo, mais Olga qui avait attendu que les combattants aient fini leur travail, ne bougeait pas et elle récupérait les armes près d'un métro. (…) »

„(…) Die Frauen, die die Waffen transportierten, machten eine gefährlichere Arbeit als diejenigen, die mit den Handwaffen kämpften, sie konnten sich nicht verteidigen.
Der Chef der Gruppe bereitete die Aktion vor, dann führte er seine Kameraden zum Treffpunkt. Die Frauen - Anna Richter, Olga Bancic - mussten zur angegebenen Stunde die Handgranaten und Revolver (wir hatten sehr wenige) [zum Treffpunkt] bringen. Es galt außerdem, diese nach der Aktion wieder aufzunehmen. Das exponierte sie außerordentlich, da nach dem Aufruhr eines Anschlags das Viertel von den deutschen Sicherheitskräften eingekreist wurde, die Häuser durchsucht und die Wagen der Métro angehalten wurden. Die Männer, die geschossen hatten, flüchteten sofort danach mit Fahrrädern, aber Olga, die gewartet hatte, bis die Männer ihre Arbeit abgeschlossen hatten, bewegte sich nicht und nahm die Waffen nahe einer Métro-Haltestelle wieder auf. (…)“

### Frauen in der Résistance
Frauen in der Résistance hatten den taktischen Vorteil, dass sie in einer vorwiegend männlich geprägten Kampf- oder Kriegsumgebung (Militär und Widerstand) gewissermaßen „unsichtbar“ waren, d. h., sie konnten sich – ohne Verdacht zu erregen – unauffälliger als Männer in feindlich kontrolliertem Territorium bewegen, beispielsweise leichter Kontrollpunkte passieren etc.

“Partisan women of the French Resistance, many of whom were associated with combat groups linked to the French Communist party (PCF), broke the gender barrier by fighting side by side with men. Their purported "invisibility" as women made them ideal underground operatives, whether they participated as fighters or as non-combat members of gender-integrated combat teams. Adaptive behavior and blurred identities explained and excused the trespassing of women into male gender territory. […]”

„Partisanen-Frauen der Französischen Résistance, von denen viele zu mit der Französischen Kommunistischen Partei (PCF) in Beziehung stehenden Kampfgruppen gehörten, durchbrachen die Geschlechts-Barriere, indem sie Seite an Seite mit den Männern kämpften. Als Frauen machte sie ihre angebliche ‚Unsichtbarkeit‘ zu idealen Untergrund-Agenten, ob sie nun als Kämpferinnen teilnahmen oder als nicht-kämpfende Mitglieder von geschlechts-integrierten Kampfteams. Anpassungsfähiges Verhalten und unscharfe Identitäten erklärten und entschuldigten das Eindringen von Frauen in männliches Territorium.“

### Verhaftung und Tod
Am 6. November 1943 wurde Olga Bancic in Paris von der Brigade spéciale n°2 des französischen Geheimdiensts bei einem Treffen mit Marcel Rayman gemeinsam mit diesem verhaftet. Gleichzeitig, beziehungsweise innerhalb weniger Tage wurden auch Missak Manouchian und weitere 21 Männer ihrer Gruppierung verhaftet. Bancic wurde wie auch die anderen gefoltert, gab aber keine Informationen preis.
Zwischen dem 17. und dem 21. Februar 1944 wurden Bancic und die anderen 22 in einem Schauprozess zum Tode verurteilt. Die 22 Männer wurden noch am letzten Prozesstag durch ein Erschießungskommando im Fort Mont-Valérien hingerichtet. Da ein französisches Gesetz das Füsilieren von Frauen verbot, wurde Bancic nicht hingerichtet, sondern später nach Stuttgart verbracht. In Stuttgart wurde Bancic erneut zum Tode verurteilt. Auch nach ihrer Verurteilung wurde sie noch gefoltert und schließlich am 10. Mai 1944, ihrem 32. Geburtstag, im Hof des Gefängnisses durch Enthaupten hingerichtet.
Die französischen und deutschen Behörden in Paris verbreiteten im Februar 1944 ein Propaganda-Plakat, auf dem die verhafteten und hingerichteten Mitglieder der Manouchian-Gruppe als Armée du crime (Armee des Verbrechens) verunglimpft wurden. Das Plakat wurde als L’affiche rouge bekannt und verfehlte seinen Zweck vollkommen; es wurde überall mit morts pour la France bekritzelt und diente als Inspiration für weiteren Widerstand gegen die deutsche Besatzungsmacht.

## Vermächtnis

### Abschiedsbrief an ihre Tochter
Am Abend vor ihrer Hinrichtung in Stuttgart gelang es Bancic, während des Transports zur Hinrichtungsstätte einen Abschiedsbrief an ihre Tochter durch das Fenster hinauszuwerfen. Der Brief war mit der Bitte versehen, ihn nach dem Krieg ihrer Tochter Dolores zukommen zu lassen. Der Brief wurde übermittelt und ist erhalten.

### Familie
Bancics Mann Alexandru Jar und ihre Tochter Dolores überlebten den Krieg. Jar kehrte nach Kriegsende mit seiner und Bancics Tochter Dolores nach Rumänien zurück, wo er wieder als Schriftsteller arbeitete. Am 15. Mai 1956 wurde er bei einer Sitzung der Mitglieder der Rumänischen Arbeiterpartei (so hieß die Rumänische Kommunistische Partei zwischenzeitlich bis 1965, danach wieder PCR), die Mitglieder des Schriftstellerverbandes waren, wegen „antiparteilicher“ Äußerungen aus der Partei ausgeschlossen.

### Rumänien der Nachkriegszeit
Im kommunistisch regierten Rumänien der Nachkriegszeit wurde Bancic als revolutionäre Heldin verehrt und es wurden in vielen Städten Straßen nach ihr benannt und kleine Denkmäler für sie errichtet. In den Schulen wurde sie als kommunistische Märtyrerin verehrt. Die rumänischen Kommunisten vereinnahmten ihr Andenken zu Propagandazwecken.
Nach dem Sturz Nicolae Ceaușescus und dem Ende der kommunistischen Herrschaft 1989 wurden kommunistische Protagonisten verschmäht und entsprechende Denkmäler größtenteils entfernt, Straßennamen geändert. In Bukarest wurde die zwischen der Strada Polonă und der Strada C. Botez gelegene Olga-Bancic-Straße (Strada Olga Bancic) 1995 in Alexandru-Philippide-Straße (Strada Alexandru Philippide) umbenannt und eine Gedenktafel, die an Olga Bancic erinnerte, von einem der Häuser entfernt. Die Tafel enthielt folgenden Text:

„Olga Bancic. 10 mai 1912 - 10 mai 1944. Luptătoare antifascistă din România executată de hitleriști la Stuttgart prin decapitare. Viața, lupta și moartea ei eroică însuflețește azi munca poporului român pe drumul progresului“

„Olga Bancic. 10. Mai 1912 – 10. Mai 1944. Antifaschistische Kämpferin aus Rumänien, in Stuttgart hingerichtet durch Köpfen von den Hitleristen. Ihr heldenhaftes Leben, Kampf und Tod beseelt heute die Arbeit des rumänischen Volkes auf dem Weg des Fortschritts.“

### Frankreich
In Paris, an der Wand des Hauses 19, rue au Maire, 3ème, Paris befindet sich eine Gedenktafel, die an die Résistance-Gruppe Francs-tireurs et partisans (FTP/MOI) erinnert, auf der auch Olga Bancic eingetragen ist.

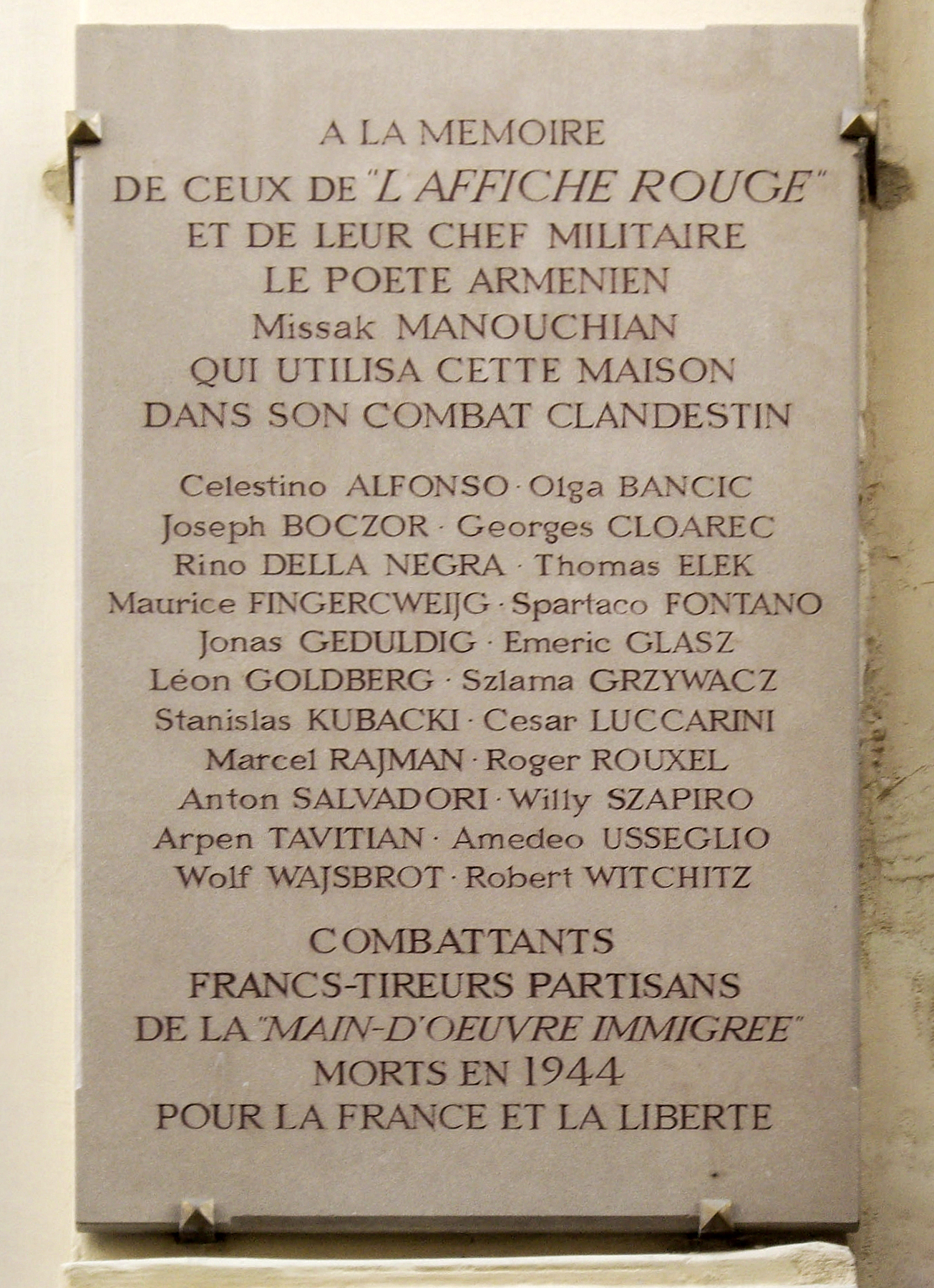
Gedenktafel in Paris 3e, 19 de la rue au Maire
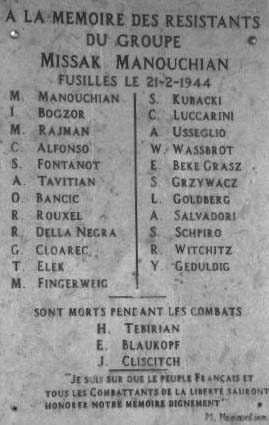
Gedenktafel in Valence für die Mitglieder der Manouchian-Gruppe
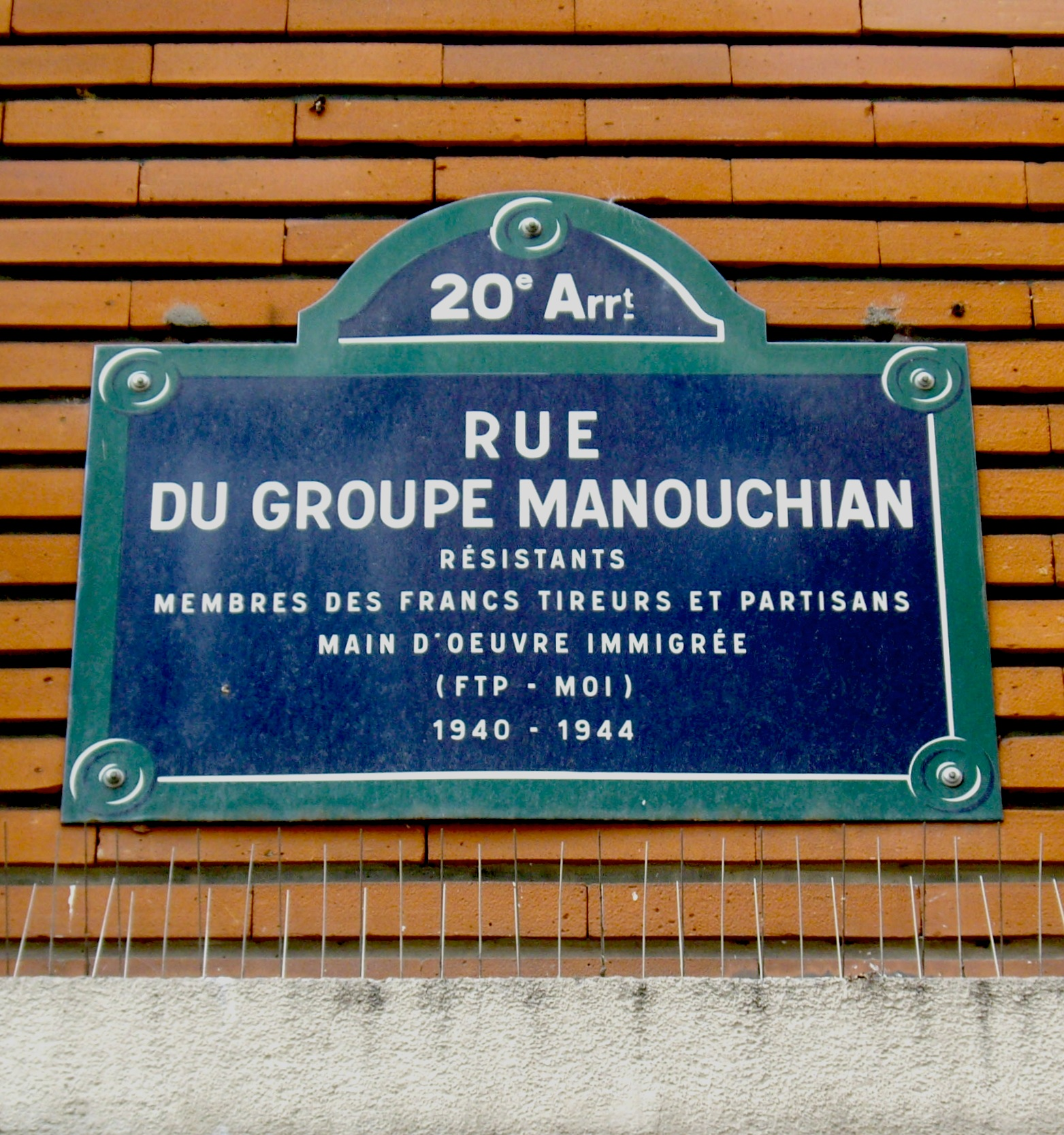
Rue du Groupe-Manouchian, Paris 20e

### Kultur
- 1995 stellte der bekannte rumänische Maler Alexandru Ciucurencu ein Gemälde aus, das Olga Bancic pe eșafod (Olga Bancic auf dem Schafott) betitelt war.[13]
- L’affiche rouge (Das Rote Plakat), das Propaganda-Plakat der französischen Behörden im besetzten Frankreich, auf dem die Fotos von 10 der verhafteten und hingerichteten Mitglieder der Manouchian-Gruppe abgebildet waren, thematisierte Louis Aragon im Gedicht l’Affiche rouge.[14]
- Im französischen Kinofilm L’armée du crime von 2009 wird Olga Bancic von der Schauspielerin Olga Legrand dargestellt. Die Filmregie führte Robert Guédiguian. Der Film thematisiert die Rolle der Immigranten in der Résistance, insbesondere die Manouchian-Gruppe.[15]

## Fotos
- www.usshm.org, Foto: Portraitfoto Olga Bancic (Jahr und Fotograf unbekannt, abgerufen am 14. Oktober 2010)
- www.memoire-net.org, Foto: Die Frauen der MOI-Gruppe Carmagnole-liberté defilieren in Lyon. Im Bild ist auch Olga Bancic zu sehen. Das Foto ist abgedruckt in Albert Oriol-Maloire, Les femmes en guerre, Editions Martelle, 1995 (Jahr und Fotograf unbekannt, abgerufen am 14. Oktober 2010)